# Leszek Miklas
Leszek Włodzimierz Miklas (ur. 15 lipca 1966 w Warszawie) – prezes Legii Warszawa w latach 2000–2002 oraz 2007–2010, a także były przewodniczący rady nadzorczej spółki Ekstraklasa SA. W latach 1998–2000 po raz pierwszy przypadł mu tytuł dyrektora sportowego w Legii. Był także dyrektorem zarządzającym klubu z Łazienkowskiej (w latach 2006–2007) i dyrektorem wykonawczym Piłkarskiej Ligi Polskiej (w latach 2003–2005).
Pod koniec 2012 został prezesem spółki Live Park.